# Hurva distrikt
Hurva distrikt är ett distrikt i Eslövs kommun och Skåne län. 
Distriktet ligger sydost om Eslöv. 

## Tidigare administrativ tillhörighet
Distriktet inrättades 2016 och utgörs av en del av området Eslövs stad omfattade till 1971, delen som före 1969 utgjorde Hurva socken.
Området motsvarar den omfattning Hurva församling hade vid årsskiftet 1999/2000.